# ورم غدي كيسي مبيضي
ورم غدي كيسي مبيضي (بالإنجليزية: Ovarian cystadenoma)‏ هوَ ورم حَميد كيسي يَحدث في المِبيض، وهُناك نوعين منه: مصلي وَموسيني.